# Stamboom Anna van Oranje-Nassau (1746-1746)
Dit is de stamboom van Anna van Oranje-Nassau (1746-1746).
| Stamboom Anna van Oranje-Nassau (1746-1746) | Stamboom Anna van Oranje-Nassau (1746-1746)                                                       | Stamboom Anna van Oranje-Nassau (1746-1746)                                            |                                                                              |
| ------------------------------------------- | ------------------------------------------------------------------------------------------------- | -------------------------------------------------------------------------------------- | ---------------------------------------------------------------------------- |
| Grootouders                                 | Johan Willem Friso van Nassau-Dietz (1687-1711) x 1709 Maria Louise van Hessen-Kassel (1688-1765) | George II van Hannover (1683-1760) x 1705 Caroline van Brandenburg-Ansbach (1683-1737) |                                                                              |
| Ouders                                      | Willem IV van Oranje-Nassau (1711-1751) x 1734 Anna van Hannover (1709-1759)                      | Willem IV van Oranje-Nassau (1711-1751) x 1734 Anna van Hannover (1709-1759)           | Willem IV van Oranje-Nassau (1711-1751) x 1734 Anna van Hannover (1709-1759) |
| Anna van Oranje-Nassau (1746-1746)          |                                                                                                   |                                                                                        |                                                                              |
| Kinderen                                    | -                                                                                                 | -                                                                                      |                                                                              |